# Kyiv Comic Con
Kyiv Comic Con (часто згадується просто як KCC) — фестиваль популярної культури у стилі комік-кон в Україні, що проводиться у травні на території виставкового центру «Український дім». Вперше KCC пройшов у 2015 році. Засновниками та організаторами KCC є Олександр та Марія Шагурі.
У 2018 році фестиваль відвідали 12,5 тисяч людей за два дні. У 2019 році на Комік-Кон завітав Предраг Бєлац — відомого своєю роллю Ігоря Каркарофа, директора школи Дурмстренґ у серії фільмів про Гаррі Поттера, Лорд Доннона у «Хроніках Нарнії», а також ролями в серіалах «Борджіа» та «Діти Дюни».

## Програма KCC
Програма конвенту складається з 8 блоків: Комікси, Відеоігри та ІТ, Кінематограф, Косплей & Larp, Настільні ігри, Література, Аніме і манґа, а також Дитяча програма. На фестивалі відбуваються світові прем'єри фільмів, презентації українських і зарубіжних ігор, коміксів та книжок.
Важливою частиною конвенту є кіберспортивні змагання, які проводяться з багатьох дисциплін: Overwatch, Hearthstone, Dota 2, League of Legends, Counter Strike:Global Offensive, Clash Royale, Guitar Hero, Mortal Combat, FIFA, Need For Speed та інші.

## Історія

### Kyiv Comic Con 2015
Перший фестиваль Kyiv Comic Con відбувся 6-7 червня 2015 року і зібрав понад 9500 гостей за 2 дні[джерело?]. Протягом наступних декількох років був єдиним конвентом фантастики і популярної культури в Україні, до появи у 2018 році Ukraine Comic Con.

#### Кіно
Учасники Kyiv Comic Con 2015 змогли першими побачити ексклюзивні матеріали до української екранізації коміксів «Максим Оса: Людина з того світу», прем'єра якої мала бути запланована на 2016 рік, проте через певні обставини так і не з'явилась на світ. Після презентації відбулося спілкування з творцями фільму, на якому один учасник творчої групи навіть проспойлерив ненароком одну з основних сюжетних ліній.

#### Комікси
На цьому Комік-Коні вперше зазвучала ідея про офіційний переклад українською мовою популярних європейських та американських коміксів, які вже стали світовими бестселерами. Крім цього відбулись презентації нових українських коміксів:
- «Герой поневолі» — видавництво Leopol[13]
- Діджитал комікс «Даогопак» — видавництво Nebeskey[14]

#### Настільні ігри
Серед вітчизняних видавництв та клубів настільних ігор були представлені: Hobby World, Wargame In Kiev, Ігромаг, Conceptum, Play Hard, CBGames, Game Zone та інші. Серед знаменитих гостей у галузі настільних ігор на фестиваль завітав Марк Рейн-Хаген — американський розробник рольових, карткових, настільних ігор.
Фестиваль відвідали фанати з усієї України, а також гості зі США, Росії, Франції, Іспанії, Білорусі, Нової Зеландії, Грузії, Чехії та багатьох інших країн.

### Kyiv Comic Con 2016
Відбувся у травні 2016 року. На Комік-Коні були представлені офіційні перекладені комікси українською мовою. Зокрема свої перші переклади світових популярних дитячих коміксів українською мовою презентувало видавництво «Ібріс Комікси».

### Kyiv Comic Con 2017

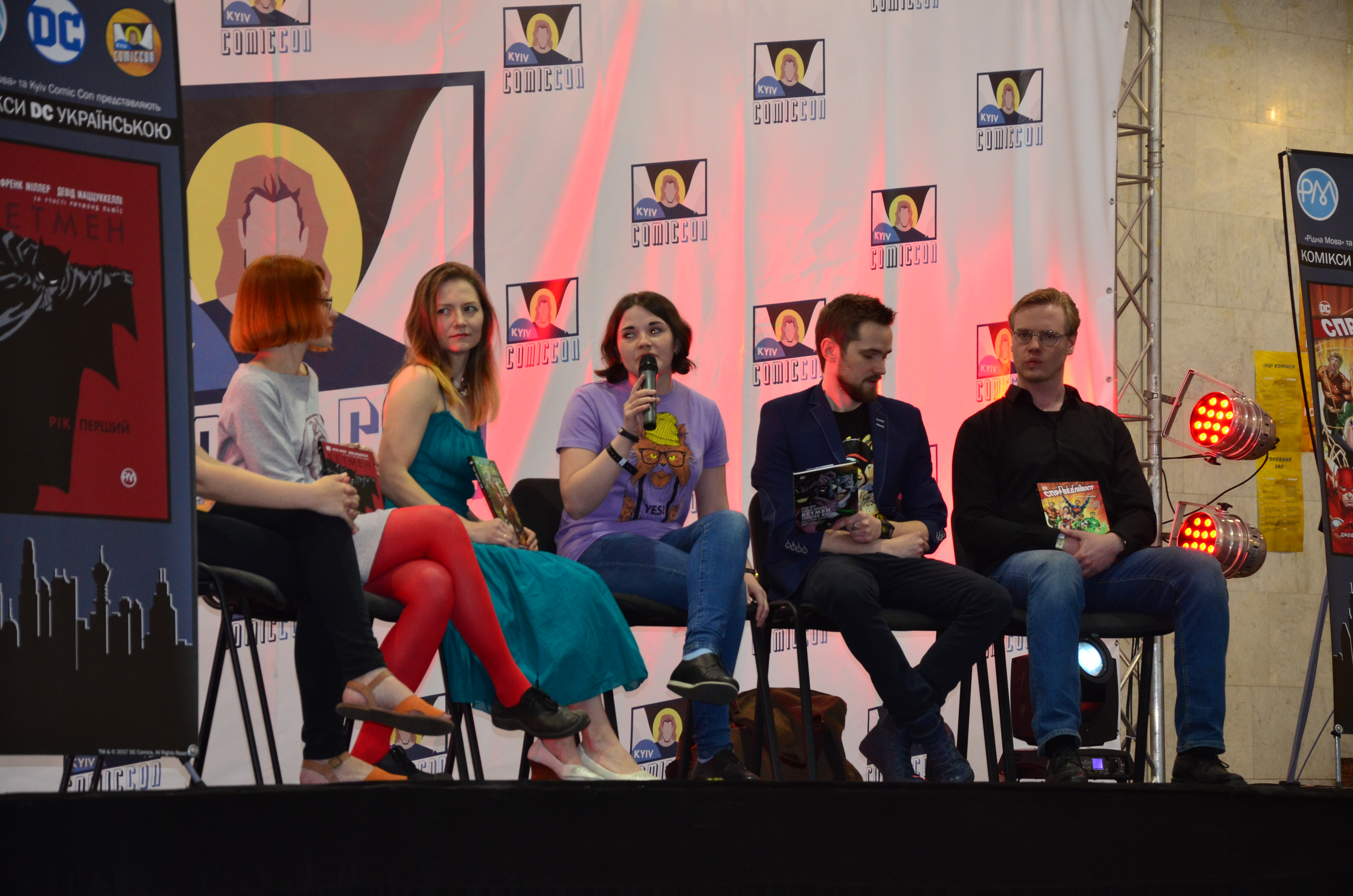
Презентація українських перекладів коміксів DC (KCC2017)
На фото: Олена Оксенич, Марія Шагурі, Янина Лимарь, Євгеній Музиченко та Родіон Буренін

Третій фестиваль відбувся у травні 2017 року. На ньому була представлена велика кількість коміксів, як авторських, так і локалізованих.
Серед українських коміксів були: «Воля» та «Укрмен».
На Комік-Коні уперше був представлений офіційний переклад коміксів DC українською мовою від видавництва «Рідна Мова». Презентацію вели перекладачі дебютної лінійки коміксів DC: Олена Оксенич, Яніна Лимар Євгеній Музиченко та Родіон Буренін; та Марія Шагурі, кураторка напрямку перекладів коміксів DC та активний діяч у видавництві «Рідна Мова».
Дебютна лінійка складалась з: «Бетмен: Рік перший» (Френка Міллера), «Бетмен: Убивчий жарт» (Алана Мура), «Загін самогубців: Книга 1. Копняк у зуби» (Адама Ґласса), «Ліга Справедливості: Книга 1. Початок» (Джеффа Джонса).
Також були анонсовані наступні комікси на решту 2017 року: «Бетмен: Цить» (Джефа Леба), «Флеш. Книга 1» (Френсіса Манапуля), «Ліга Справедливості. Книга 2. Шлях злочинця» (Джеффа Джонса).
На фестивалі була лекція українського кінорежисера Любомира Левицького. Дмитро Данилюк (колекціонер коміксів в Україні) розповідав лекцію про легенду коміксів Marvel Стена Лі. Галина Глодзь розповіла про вихід книжки «Володар перснів» на американський ринок, про його особливі стосунки із Клайвом Льюїсом, а також про те, чому хороше фентезі почалося поганими текстами й обкладинками.
Фестиваль продовжив минулорічну традицію співпрацю із великими кінодистриб'юторами, й вперше в Україні показав фільми: «Чужий: Заповіт» та «Король Артур: Легенда меча». Також у відвідувачів була можливість переглянути ексклюзивний фрагмент фільму «Пірати Карибського моря: Помста Салазара».

### Kyiv Comic Con 2018
Щорічний фестиваль відбувся у травні 2018 року. Для організаторів цього фестивалю це було наймасштабнішою роботою. За попередніми оцінками кількість відвідувачів склала 12,5 тисяч людей за два дні. Що стосується самих косплеєрів, то офіційно зареєстрованих (беруть участь в дефіле, отримують знижку на вхід) було 200 учасників.

#### Настільні ігри
Фестиваль представив велику кількість українських видавництв та магазинів настільних ігор зокрема:
- Видавництво Kilogames — засноване у 2015 році, а з 2019 року займається локалізацією світових настільних ігор.
- Wanted Games — що з'явилося в серпні 2017 року і серед виданих ігор має «Goblins vs Gnomes» та локалізацію британської гри «Halfing Feast».
- Dungeon — Магазин Меча і Магії — один з магазин фентезійної тематики, заснований у 2009 році в Києві.
- Нора — клуб настільних ігор на Осокорках у Кижві, що відкрили власні двері для гостей на початку 2018 року і вже мають більше 100 ігор.
- Kyiv legacy — клуб настільних ігор, що офіційно існує з 2011 року. Основна ідея та орієнтація клубу полягає у об'єднатнні людей, які люблять Варгейм.

Крім цього було представлено низку українських настільних ігор:
- Презентація настолок: гра «Талос: Крах»
- Презентація настолок: гра «World of Mythology»
- Презентація настолок: гра «Verge of War»
- Презентація настолок: гра «Гобліни проти Гномів»[26]

#### Кіно
На фестивалі відбулись анонси та прем'єри майбутніх фільмів та стрічок українського кінематографу. Крім цього відбулись обговорення та перші покази матеріалів з виробництва цих стрічок. Зокрема це обговорення всесвіту мульфільму Мавка за твором Лесі Українки «Лісова Пісня», на якому було представлено перші кадри та ефекти з створення мульфільму. Також відбулись презентації майбутніх кінопрем'єр:
- Повнометражного історичного екшн-фільму «Захар Беркут»[32].
- Презентація фільму «Бобот та енергія Всесвіту»[33].
- Презентація фільму «Дике Поле» за мотивами роману «Ворошиловград» Сергія Жадана[34].
- Презентація фільму «Фокстер і Макс»[35]

#### Комікси
На фестивалі 2018 року відбулись перші презентації та анонси коміксів Марвел українською від низки українських видавництв, а також незалежних, українських коміксів:
- Презентація коміксів видавництва Vovkulaka — «Тиша», «Відлюдники» і «Банда»
- Коміксів Fireclaw.
- Презентація коміксів «Blessed Sons» Ігоря Лободи.[37]
- Анонс коміксів DC та Vertigo українською «Пісочний Чоловік. Том 2» «Ляльковий Дім» «Вартові».
- Презентація українського коміксу «Ukrman»[38]
- Презентація незалежних коміксів: Ігор Штанько[39]
- Презентація незалежних коміксів: R.E.R. Studio[40]
- Презентація незалежних коміксів: Koro[41]
- Презентація коміксів: «Ком-по»[42]

### Kyiv Comic Con 2019
Відбудеться 1-2 червня 2019 року (12:00-22:00) у традиційному місці.
Уперше будуть присутні популярні актори кінематографу:
- Річард Брейк[en] (відомий за фільмами «Kingsman: Таємна служба», «Тор: Царство темряви», а також за серіалом «Гра престолів», у якому він зіграв Короля Ночі);
- Предраг Бєлац[en] (Ігор Каркаров, голова школи Дурмстренґ у серії фільмів про Гаррі Поттера, Лорд Доннон у «Хроніках Нарнії», а також ролі в серіалах «Борджіа» та «Діти Дюни»).

## Статистика KCC за роками
| Назва   | Дати              | Локації                                     | Аудиторія | Примітки            |
| ------- | ----------------- | ------------------------------------------- | --------- | ------------------- |
| KCC2015 | 6-7 червня 2015   | виставковий-центр «Український дім» у Києві | 9 500     | Перший фестиваль    |
| KCC2016 | 14-15 травня 2016 | виставковий-центр «Український дім» у Києві | 11 000    | Другий фестиваль    |
| KCC2017 | 6-7 травня 2017   | виставковий-центр «Український дім» у Києві | 10 000    | Третій фестиваль    |
| KCC2018 | 19-20 травня 2018 | виставковий-центр «Український дім» у Києві | 12 500    | Четвертий фестиваль |
| KCC2019 | 1-2 червня 2019   | виставковий-центр «Український дім» у Києві | Н/Д       | П'ятий фестиваль    |
| KCC2020 | 16-17 травня 2020 | виставковий-центр «Український дім» у Києві | Н/Д       | Шостий фестиваль    |

## Конфлікт між організаторами «CCU» та «KCC»
Конфронтація між організаторами фестивалів розпочалася влітку 2018 року, ще під час підготовки першого Comic Con Ukraine. Деякі зацікавлені особи чи організації почали показово обирати сторону конфлікту.
Зокрема, видавництво «Рідна мова», яке офіційно видає україномовні переклади коміксів DC, відмовилася презентувати комікси на Comic Con Ukraine Куратором (а також PR та SMM менеджером) офіційних перекладів коміксів DC Comics у видавництві «Рідна мова» є співзасновниця Kyiv Comic Con — Марія Шагурі.

### Судовий позов
На початку 2019 року організатор фестивалю Kyiv Comic Con (ТОВ «Київ Комік кон») Олександр Шагурі та PR/SMM менеджер видавництва «Рідна мова» Марія Шагурі подали позов до організаторів Comic Con Ukraine (ТОВ «Комік кон Україна») з вимогою не використовувати в назві словосполучення «Comic Con» чи «Комік Кон» та відшкодувати їм матеріальні збитки у розмірі ₴1 млн. На думку позивачів, яким належить торгова марка «kyiv COMICCON», використання назви «COMIC CON Ukraine» порушує їхні права. Організатори Comic Con Ukraine назвали претензії необґрунтованими, оскільки словосполучення «Comic Con» означає формат заходу («конвент фанів коміксів»), вживається в багатьох назвах (наприклад, «Comic Con Germany» та «German Comic Con») і не може бути захищеним. 16 серпня 2019 року організатори Comic Con Ukraine повідомили, що виграли суд першої інстанції.